# Letteratura brasiliana
La letteratura brasiliana è formata dalle opere letterarie composte in lingua portoghese dal Cinquecento fino ai giorni nostri in Brasile.

## Gli inizi
Il Brasile venne scoperto il 22 aprile 1500 da parte della flotta portoghese, comandata dall'ammiraglio Pedro Álvares Cabral, il quale rivendicò le terre alla Corona di Lisbona con il nome di "Terra da Vera Cruz" (Terra della Vera Croce).
I coloni sbarcati su questa nuova terra rimasero affascinati dalle bellezze e dalle particolarità di questo Nuovo Mondo. Cominciarono a descriverla in ogni sua caratteristica, finché il paesaggio divenne l'oggetto principale di questa nuova letteratura. Al punto che sostituirono all'esaltazione epica della patria europea l'esaltazione del nuovo continente.
Lo scrittore-colono nella sua scrittura, cerca di risaltare il più possibile ogni elemento del luogo; il paesaggio è definito come un "paradiso terrestre", ricco di una grande varietà di flora e fauna, cui si accosta la descrizione dell'indio brasiliano e dell'incanto esotico delle donne.
I coloni, in queste descrizioni del paesaggio, utilizzano uno stile letterario formatosi in molti secoli di storia portoghese.
A queste annotazioni sul paesaggio seguirono i primi tentativi poetici da parte dei coloni, che unirono alle strutture letterarie portoghesi una metrica locale.
Questa particolare unione venne utilizzata anche come metodo di ricerca di uno "stile brasiliano". Gli scrittori-coloni utilizzavano uno stile di scrittura portoghese, ma volevano staccarsi da quest'ultimo, attraverso un processo di autodefinizione che passava per la scrittura.
Questi modi di scrittura delineeranno negli anni due tipi di letteratura, una più di tipo coloniale, propria del nuovo esploratore e una di tipo nazionale, legata ai metodi di scrittura del Portogallo.

## Carta di Pêro Vaz de Caminha
Pêro Vaz de Caminha è nato in Portogallo, nella città di Porto nel 1450. Era imbarcato con la spedizione di Pedro Alvares Cabral come scrivano di bordo. Era uno scrittore capace e ben affermato, in grado di mescolare una cultura umanistica con la capacità di descrizione analitica.
Pero scriverà l'atto di nascita del Brasile, uno dei documenti più importanti nella storia delle scoperte e delle colonizzazioni: La Carta do Achamento do Brasil (traducibile come: Notizia della scoperta del Brasile), riconosciuto come il primo documento di Letteratura Brasiliana.
Il documento è scritto sotto forma di libro di memorie; per questo si inserisce nel genere letterario delle notizie di viaggio, diventato un genere tipico di quegli anni. Il documento era stato composto da Pero per il Re, e copre il periodo trascorso a bordo e i giorni subito successivi allo sbarco nella nuova terra.
La carta sarà pubblicata solo 300 anni dopo, nel 1817.

## Lingua della letteratura
La letteratura brasiliana è scritta in portoghese, utilizzato come lingua principale della cultura in tutto lo Stato.
La lingua arriverà ad assumere nell'uso letterario, caratteri puristi diversi dal portoghese europeo. Questo nuovo portoghese si svilupperà in direzione di una maggiore autonomia.
Troviamo cambiamenti interessanti nel lessico, dove elementi portoghesi come i popolarismi vengono via via modificati, fino a diventare dei veri e propri brasilianismi lessicali, individuabili anche sul piano fonologico. Si trovano facilmente nei nomi locali di alberi, frutti, piante e animali, spesso anche per concetti propri del luogo.
Tuttavia, queste nuove modalità d'uso non saranno ancora sufficienti per poter affermare che è nata una nuova lingua con propri tratti distintivi, derivata da quella portoghese. Nell'uso famigliare e in quello regionale si noteranno tendenze differenti all'interno della variante brasiliana, rispetto al portoghese; ma per quanto riguarda l'uso letterario, quest'ultimo rivela una fondamentale unitarietà tra le due lingue.
Solo nel '900, con la rivoluzione modernista, il brasiliano acquisterà una propria autonomia. I modernisti (Mário de Andrade, Sousândrade) nella loro opposizione verso la terra madre e il sarcastico e polemico rifiuto verso l'Europa in generale, riuscirono a dar vita ad una lingua letteraria brasiliana.

## Temi letterari
La letteratura brasiliana si caratterizza per la scelta dei temi trattati: quelli che maggiormente ne fanno parte sono di tipo storico-folcloristico e storico-sociale.
La storia del Brasile giocherà sempre un ruolo molto importante all'interno della letteratura.

### Il viaggio
Il tema più caratteristico e suggestivo della letteratura è probabilmente quello del viaggio, contraddistinto dal tono lirico usato dagli scrittori.
Questi scritti erano destinati a far conoscere all'uomo d'oltre oceano il nuovo mondo, con le sue innumerevoli particolarità e differenze, come un reportage di viaggio.
Viene descritto il paesaggio naturale, con la sua flora e fauna, insieme alla componente indigena: racconteranno della bellezza delle donne e spiegheranno le differenze tra indio e nero.

### L'indio
L'indio del 500 in Brasile parve agli europei un selvaggio sottosviluppato tecnologicamente, rispetto a loro. È un uomo senza storia, ben lontano da quelli presenti in altre parti dell'America, che hanno dato origine a più importanti culture, come gli Aztechi e i Maya nel Messico.
I colonizzatori lo descriveranno in modo molto dispregiativo, definendolo come personalista, incosciente, nomade-cacciatore e tendente al cannibalismo, impossibile da inserire in una organizzazione di lavoro.
Diverrà una figura fondamentale in letteratura, al punto che per i romantici sarà la personificazione di una libertà non addomesticata.
I neoromantici si spinsero ancora più in là; l'indio sarà la figura basilare per il manifesto della non scoperta del sud America, perché già abitata da una popolazione indigena.
Negli ultimi decenni, il problema dell'Amazzonia, con i suoi sviluppi economico-sociali, ha aperto in letteratura nuovi percorsi per il tema dell'indio, con la produzione di nuovi sfondi e personaggi più aderenti all'attuale realtà originaria del paese.

### Il nero
I primi schiavi sbarcarono nel 1531 sulle coste di Bahia, nel nordest del Brasile, dove si coltivava esclusivamente canna da zucchero. Il nero sarà la figura che più si contrapporrà all'indio, in tutte le sue sfaccettature.
Era nato come schiavo da lavoro, un essere umano privato dai bianchi della propria umanità e dei propri diritti, per poi diventare parte integrante del neonato Brasile; sarà la colonna portante dell'economia.
I bianchi e neri, impareranno a convivere insieme, identificando nella figura del mulatto il loro carattere comune. Nelle fazendas i neri e i mulatti vivono e crescono accanto ai padroni bianchi, i neri scambiano con gli indigeni il loro patrimonio culturale fatto di musiche, storie e rituali africani, e gli indios portano i riti degli stregoni feiticeiros.
La sua trasposizione in letteratura sarà un procedimento lento, che avviene solo con una presa di coscienza sociale, avviata dall'estero con i filoni di pensiero europei; dalla Francia umanistica e illuminista e dall'America abolizionista.
Il tema nero come argomento collettivo è, tuttavia, un prodotto degli ultimi due secoli.

## Literatura de Cordel
È una letteratura originaria del Portogallo, sviluppatasi a partire dalla fine del XV secolo. Il termine cordel significa letteralmente "cordicella" e indica il modo con cui venivano esposti i testi, attaccati a una cordicella.
La stampa a basso costo fatta su carta riciclata per un costo minore faceva sì che gli scritti fossero destinati al popolo, dato che i libri avevano un costo economicamente inaccessibile per molte persone.
Il genere popolano è da sempre stato considerato come un derivato della produzione cardinale, per il sistema di produzione, il tipo di pubblico a cui era indirizzato e le modalità con cui veniva trasmesso, che non erano propri della letteratura colta.
Gli scritti venivano appesi a questa cordicella, per essere esposti nelle edicole o sulle bancarelle, agli angoli delle strade per essere venduti durante le fiere, che erano il miglior posto per la diffusione di questi scritti. Queste fiere erano, inoltre, lo spazio di maggior ritrovo per la cultura popolare.
Questi testi avranno funzione sia di raccolta di libri popolari, sia di mezzi di informazione ed educazione, impiegati inoltre per promuovere svago e divertimento.
I coloni portarono con loro questa usanza, che si sviluppò rapidamente anche nel Nordest brasiliano.
Tale zona si presterà molto bene, sin dall'inizio, allo svilupparsi di tale letteratura, favorita dalla coesistenza di più culture, civiltà e tradizioni diverse. E di determinati fattori sociali, che saranno responsabili di particolari fenomeni, come l'insorgere di gruppi armati, chiamati cangaceiros.
Più che una vera e propria espressione culturale popolare si delineerà come un folklore contadino, per questa ragione diversi studiosi assegnano a tale produzione letteraria uno scarso valore.
Il pubblico, molto differenziato, sarà composto principalmente da contadini incuriositi dalla cronaca locale (delitti, feste e aggiornamenti politici) o interessati a narrazioni di tradizioni o di carattere storico, fantastico, religioso e a tematiche regionali.
È un genere in cui si uniscono antico e moderno, dove le tecniche orali e di scrittura tendono a mescolarsi, originando molti problemi per quanto riguarda la classificazione e l'attribuzione dei testi.
La Literatura de Cordel resterà una letteratura minore destinata al popolo, all'interno della quale si intrecceranno fonti indie, nere e portoghesi, ognuna di queste con le proprie tradizioni religiose, detti popolari e racconti. Sarà il motivo per cui le storie dell'epica cavalleresca sono conosciute anche nel sertão e figure come quella dei cangaceiros e quella di Carlo Magno sono molto spesso associate al Nordest, componendo una serie di canzoni e di gesti che fanno riferimento a quella parte geografica del Brasile.
Questa sovrapposizione di culture, in questo genere, avrà un ruolo fondamentale; la componente portoghese, sarà la più importante e darà luogo ad un fenomeno di sincretismo culturale.
Si tratta di una letteratura quasi di informazione, come lo sarebbero i quotidiani dei giorni nostri, fa da ritratto della collettività, informando su ciò che avviene, della situazione umana e sociale partecipando agli avvenimenti. Il narratore di queste storie quotidiane del sertão sarà il cosiddetto cantador (cantastorie) che contribuirà, oltre che alla divulgazione, alla creazione di legami tra comunità sertanejas altrimenti abbandonate a se stesse, grazie al suo continuo pellegrinaggio di città in città.
Alla base delle letteratura popolare c'è l'impegno di chiarire ed esaminare l'esperienza storica e sociale da cui nasce la Literatura de Cordel, che ha il compito di comunicare le paure e i timori della propria gente, affrontando tutto ciò che in qualche modo ne spegne i sogni collettivi di giustizia sociale, presentandosi come memoriale, documento e registro della storia del Brasile.
La Literatura de Cordel sarà apprezzata solo anni dopo la sua apparizione, come una vera comunicazione di una cultura popolare.

### Cantador
Il cantador si presentava al pubblico in qualità di narratore, musico, predicatore e indovino, dimostrando di potersi esibire in numerosi ambiti. Quando si esibiva adoperava sempre differenti scelte metrico-ritmiche, tanto che si può parlare di un'arte poetica nordestina.
I testi sono scritti seguendo delle determinate convenzioni, con lo scopo di coinvolgere il più possibile il pubblico cittadino; predilige la familiarità e la semplicità, con il fine di riuscire a determinare un certo tipo di contatto con il pubblico, senza trascurare il compito formativo che questi testi svolgono.
Per quanto riguarda il profilo sociale del cantador, era quasi sempre un uomo con scarsa istruzione, ma con un talento per lo spettacolo.
Il sapere del cantastorie veniva da quello che aveva sempre letto, o principalmente ascoltato.
Riusciva sempre a raccontare di storie vicino alle persone, le quali si identificavano in quello che veniva cantato.
Era un portavoce delle insoddisfazioni e delle aspirazioni della sua gente, dirigendo la sua frequente controversia nei confronti della società moderna, che riusciva a sconvolgere un mondo antico e tradizionale come lo era quello del sertão.
Avrà sempre uno spirito di conservazione, basato sul fatto che tutti i cambiamenti nello scenario sociale creano dei danni alle masse più povere, ovvero, il progresso non aiuta chi è povero, ma arricchisce sempre più chi è già ricco.

### Cangaceiro
È forse la figura più controversa e affascinante di questo quadro. Il Cangaceiro è un bandito-contadino deciso ad uscire dalla sua posizione di sottoposto per lottare per il suo popolo, come un valoroso guerriero pronto a battersi per stabilire una giustizia e parità, fino a quel momento negata.
Le sue imprese, spinte da una forte e sentita denuncia contro lo sfruttamento da parte dei proprietari terrieri e la sopraffazione delle autorità statali, saranno ricordate in un gran numero di testi dei cantador, che cercavano di dare un'immagine del bandito-contadino che tenesse sempre conto del suo valore, nonostante la consapevolezza sia loro che del popolo, dei crimini di cui queste figure si macchiavano.
Il fatto che alla base ci fosse la determinazione di stabilire un nuovo ordine sociale, anche se con metodi brutali, ha portato a una doppia raffigurazione di questi personaggi: da una parte vengono visti come un esseri spietati, dall'altra parte vengono identificati come coloro che portano alla vittoria.
Sarà sempre una figura governata da una dicotomia, il cantador nelle sue esibizioni metterà sempre in risalto entrambi gli aspetti. Il cangaceiro non può cambiare radicalmente le figure vigenti che hanno comandato per tutto questo tempo, può, tutt'al più, preparare il terreno per i cambiamenti che devono però avvenire all'interno delle società.
Il fenomeno del banditismo riflette le mancanze della società, dominata dai vantaggi dei pochi rispetto alle masse popolari degradate dall'incessante abuso, ma pronte a lottare.

## Romanzo del Nordeste
La regione del Nordeste è composta da nove stati che hanno tra loro molti punti in comune, così che si può parlare di una problematica nordestina comunitaria, riconducibile ad alcuni episodi di lotta sociale e di organizzazione politica, molto diffusi nella regione.
Come tema letterario, il Nordeste appare già nel XVII secolo, ma si tratta però di semplici descrizioni del paesaggio fisico e umano, ma che non dimostrano una reale presa di coscienza della realtà di tale area.
Sarà soltanto con il romanzo "O Cabeleira" uscito nel 1876, dello scrittore Franklin Távora, che si svilupperà una vera e propria letteratura nel Nord, con temi caratteristici del Nordeste come la sêca e il cangaço, al fine di attribuirle una direzione più brasiliana.
Il Brasile verrà visto come separato in due aree geo-economiche ben distinte: da una parte c'è il Nord, fatto di problematiche sociali e sociologiche, dall'altra il Sud, molto sviluppato con una solida struttura industriale su cui si basa il suo progresso economico e sociale.
Távora afferma che nel Nord è possibile riscontrare determinate caratteristiche basilari, che contribuiscono alla formazione di una letteratura propriamente brasiliana.
Benché non sia riuscito a mettere in atto i principi del suo "manifesto regionalista", allo scrittore va comunque attribuito il merito di aver messo in evidenza alcuni elementi tematici regionalmente connotati, quali la seca e il cangaço.
Il romanzo "Os Sertões" di Euclides da Cunha, uscito nel 1902, sarà il precursore della letteratura regionalista di tipo "sociale". Alla base si riscontra una fedele ricostruzione storica della rivolta di Canudos, piccolo paesino all'interno dello Stato di Bahia, dove il popolo si sollevò contro il latifondo che bloccava lo sviluppo. Alla fine venne fondata una città, una sorta di stato nello Stato.
Il testo è un saggio di tipo sociologico sul Nordeste e sull'uomo, incentrato sui miti del fanatismo messicano che dimostra una chiara presa di coscienza, circa i problemi regionali.
Nel 1926 abbiamo il movimento regionalista di Recife, capeggiato dallo scrittore e sociologo Gilberto Freyre, che termina col "Manifesto de Recife" (1926), programma sociale e politico a favore della regione nordestina.
Le sue attività, mirate alla reintegrazione e valorizzazione del patrimonio culturale e linguistico nordestino, da un punto di vista letterario si manifesteranno con la nascita, negli anni '30, del "romanzo nordestino" dove si cercherà di affrontare, nella sua globalità, il disagio sociale della regione.
L'intenzione che accomuna gli scrittori di quest'area sarà appunto creare una letteratura che si faccia strumento di critica della società, capace di trasmettere le preoccupazioni sociali dei suoi autori.
Si vuole realizzare una letteratura che descriva le condizioni di vita e l'ostile contesto naturale e culturale delle classi più disagiate, dove l'uomo è privato dei suoi diritti più naturali.
Sarà fondamentale il legame col passato: la literatura de cordel nordestina attirerà quindi l'attenzione di un pubblico più colto, acquisendo la capacità di entrare a pieno titolo nelle arti maggiori, non solo nel campo della letteratura, ma anche nel teatro e infine nel cinema.
I temi del sertão si sono si ampliati e modernizzati ma la prospettiva ideologica della solidarietà con i diseredati e la critica sociale, è rimasta la stessa.
Il testo cantato dovrà tener conto del nuovo pubblico colto che leggerà questi testi, dovrà illustrare la stessa scena drammatica, ma con in più nuovi punti di vista e una maggiore fedeltà della storia, prima lasciata molto alla scelta narrativa del cantador.
Una cosa che accomuna tutti gli scrittori che fanno parte di questa corrente regionalista è la solidarietà della protesta sociale contro la politica e contro lo sfruttamento fatto nella loro regione.
Il Nordeste andrà sempre più assumendo una funzione rappresentativa di un movimento per le proteste e gli scontenti di un gruppo di intellettuali, le cui idee risulteranno sempre assai diverse sia nei loro capisaldi sia nei modi in cui si raffrontano con la realtà vera e propria.
Più di tutti gli altri, il romanzo di José Américo de Almeida (1887 – 1980) intitolato "A Bagaceira", del 1928, sarà l'inauguratore di questo nuovo stile narrativo brasiliano. Avrà anch'esso come tema centrale la siccità, ma cambierà il punto di vista: stavolta sarà descritta attraverso gli occhi del senhor do engenho della casa grande, ovvero il proprietario terriero della piantagione, che denuncerà successivamente l'episodio naturale che colpirà la sua terra.
La trama del romanzo appare, però, ancora legata allo stile narrativo precedente. In aggiunta a questo è presente anche un'eccessiva analisi sociologica, che quasi annulla l'intero scopo suggestivo della narrazione che si voleva trasmettere.
Gli scrittori attribuiranno comunque lo scritto alla categoria dei romanzi nordestini: il testo ebbe valore di archivio di temi, o meglio, di opposizioni, come quella tra operaio e padrone o quella tra seca e fartura (abbondanza). Queste opposizioni verranno sempre utilizzate dai romanzieri in ogni loro venatura.
La siccità è il tema che maggiormente distingue le varie forme della vita del Nordest brasiliano, fino a diventare tema principale nel ciclo letterario della sêca.
A questo ciclo si accosteranno altri temi, incentrati sul banditismo, sulla vita nelle piantagioni e sul messianismo, cercando il più possibile di fornire una visuale a 360° di questa zona.
La corrente nordestina si è posta fin dall'inizio come manifesto per sostenere le cause dei più deboli, utilizzando una scrittura semplice e comprensibile a tutti.

### Graciliano Ramos (1892-1953) e "Vidas Secas"

Graciliano Ramos, 1940. Archivio Nazionale del Brasile

Graciliano Ramos è sicuramente lo scrittore più rappresentativo del romanzo regionalista. Il suo romanzo, "Vidas Secas" (Vite Secche), del 1938, contrassegnerà la narrativa nordestina. Letteratura ed esistenza si intrecceranno sempre nelle opere di questo scrittore.
Ramos verrà incarcerato nel 1936 per sospetto di comunismo; il carcere cambierà il suo modo di vedere le cose e condizionerà soprattutto le sue scelte letterarie. La preferenza regionalista è una scelta politica ben chiara, che nasce dall'esperienza del carcere.
Da questa esperienza nascerà un libro, intitolato "Memórias do Cárcere", uscito nel 1953. Sarà un diario dove lo scrittore illustra tutte le sue sofferenze e i dispiaceri maturati in carcere, ma che gli fornirà nuove dimensioni di vita.
"Vidas Secas" racconta della lotta per la sopravvivenza di una famiglia di fronte al disastro della siccità e sulla brutalità che esercita il potere. Il testo è caratterizzato dal fatto di essere composto da episodi separati.
Con uno stile magro, con pochi aggettivi, Ramos riesce a descrivere un ambiente suggestivo e autentico quale era il paesaggio sociale del sertão nordestino. La siccità riesce ad imporsi in ogni aspetto della vita, determinando un'incapacità di comunicazione all'interno del medesimo nucleo familiare.
I protagonisti, nonostante condividano il lavoro e le limitatezze imposte dalla vita, saranno abbandonati a se stessi, obbligati in ogni momento a fuggire dalla secca.
Per loro non sembrano esserci speranze di cambiamento, ma solo un pensiero continuo di rassegnazione. Ramos esprime attraverso la scrittura tutta la sua speranza nel cambiamento, nel riuscire a alzarsi da una società di povertà e umiliazioni sociali.
Con una grande capacità di far propria l'anima del suo popolo, al centro dei suoi testi Ramos pone sempre l'uomo capace di vedere il mondo con la giusta ironia.
Nell'ultima fase della sua produzione letteraria, Ramos tornerà sulle sue memorie creando un genere narrativo che confermi ancora una volta il legame tra vita e letteratura.
Uno di questi testi sarà "Infancia" del 1945, dove parlerà del suo mondo da bambino nordestino.

### Jorge Amado

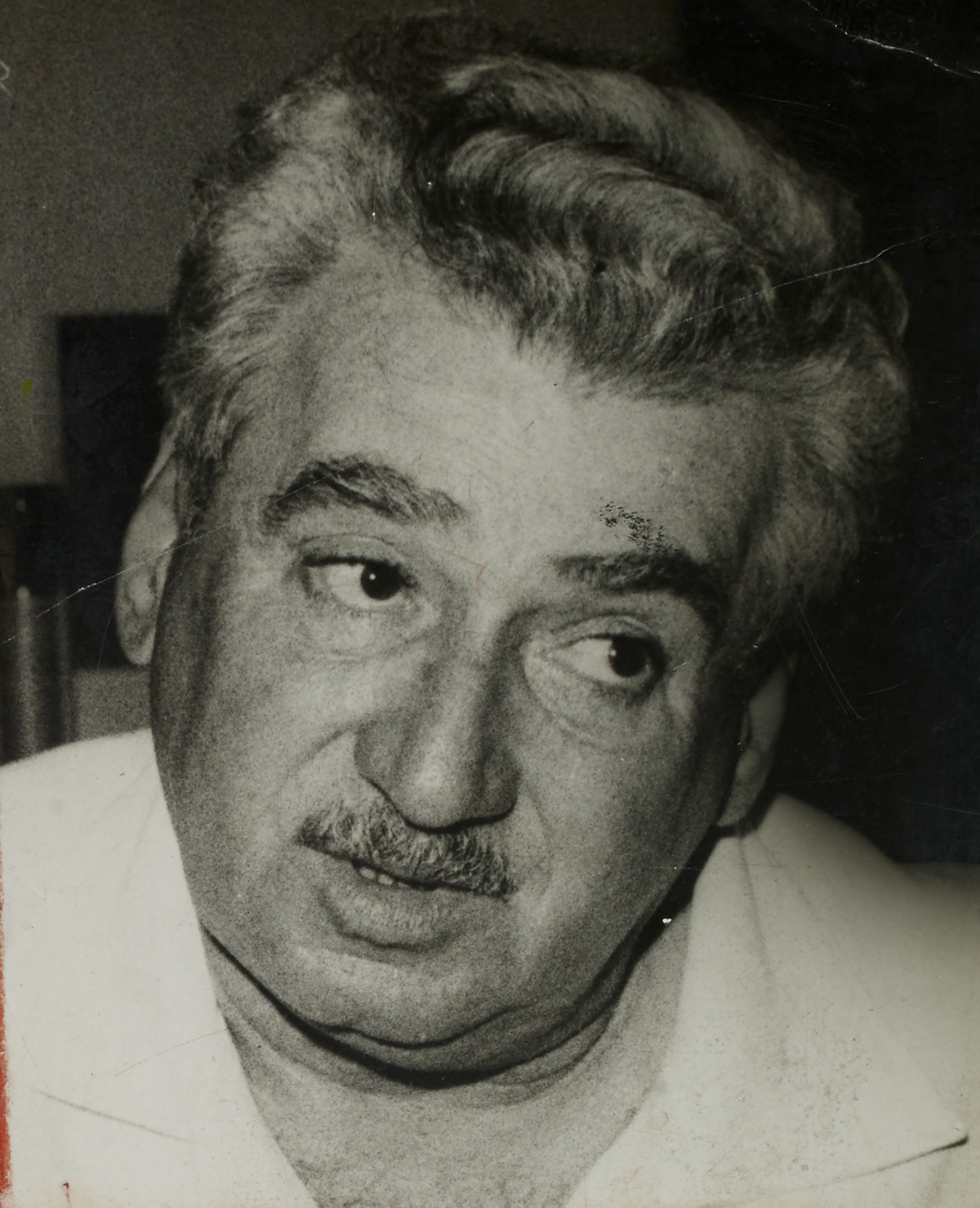
Jorge Amado, 1970. Archivio Nazionale del Brasile

Jorge Amado (1912-2001) è uno scrittore con uno stile diverso rispetto agli altri autori. La sua prosa è vivace, si allontana molto rispetto a quella utilizzata dai romanzieri prima di lui.
La sua produzione letteraria giustifica, da sola, l'appartenenza alla categoria del romanzo nordestino.
Testi come "Capitães de Areira", "Terras do Sem-Fim" e "Seara Vermelha", dove maggiormente lo scrittore si è concentrato per descrivere il fenomeno del banditismo e del messianismo, cercando di capirne le cause scatenanti, sono caratterizzati dal fatto che le tematiche vengono trattate attraverso una scrittura coinvolgente e impegnata, che opera da documentazione umana e politica, definita come literatura comprometida, ovvero, politicamente impegnata.
Amado, militante di sinistra, imprigionato e costretto più volte all'esilio, in "Seara Vermelha" non si limitò soltanto alla denuncia delle prepotenze sulle masse contadine del Nordest, ma individuò le motivazioni di tale situazione indicando simultaneamente quali potessero essere i modi possibili per una soluzione, che secondo lo scrittore, consisterebbero nella istituzione di un partito di massa e una sua successiva azione consapevole e mirata.
Il libro si presenta chiaramente come una diretta accusa contro il sistema del latifondo, che ha trascinato molti uomini alla schiavitù totale.
Col passare degli anni, la voglia di protesta si affievolisce nello scrittore, che entrerà in una nuova fase della sua vita. Sarà un Amado più sereno, pacato e maggiormente legato alla realtà, ma sempre aperto all'esplorazione di nuove dimensioni, come gli studi sulla lingua.

### Letteratura regionalista
Esemplari saranno i romanzi della giornalista-scrittrice Raquel de Queiroz (1910-2003): sarà la pioniera del cosiddetto romanzo regionalista, tratterà di argomenti come il dramma del sertão con i bambini separati dalla società e abbandonati a se stessi, donne sole senza i mariti, i banditi pronti a far esplodere una rivoluzione e istanze politiche.
Uno dei più importanti e influenti sarà "O Quinze" del 1930 dedicato alla memorabile siccità del 1915. Il romanzo usa uno stile semplice e un linguaggio primariamente regionalista, narrando di due percorsi paralleli; il primo di natura sociale, racconterà le conseguenze della siccità su di una famiglia, l'altra parlerà di una storia d'amore tra una maestra, Conçeicão, e un indio di nome Vicente.
Nei suoi romanzi troviamo un proposito di denuncia volto a favorire la condizione di tante persone. La Queiros individuerà nella siccità e nel dominio incontrastato dei latifondisti brasiliani, chiamato Coronelismo, i due maggiori mali. L'unico modo di salvarsi, dice ancora la Queiros, va cercato nella solidarietà dei membri della società, che devono trovare autonomamente una via di salvezza.
Degni di nota anche Carlos Drummond de Andrade, con il suo regionalismo di Minas Gerais e Gerardo Mello Mourao, con il suo regionalismo del Regione Nordest del Brasile.

### Ciclo della Canna da Zucchero
Questa letteratura è un portavoce della situazione umana e sociale, dei rapporti che esistono tra bianchi e neri all'interno delle piantagioni da zucchero del nordest.
Il primo vero romanzo che inaugura questo nuovo stile regionalista, definito come Ciclo della Canna da Zucchero, è il romanzo di José Lins do Rego (1901-1957) intitolato "Menino de Engenho" (il ragazzo della piantagione) del 1932, che rappresenterà, inoltre, un documento di elevato livello linguistico.
Lo scrittore metterà in rilievo il declino che colpirà la società patriarcale della Casa Grande, e conseguentemente le difficoltà sociali collegate alla conversione della piantagione di zucchero in fabbrica.
Rego, non è definibile né come uno scrittore politico, ne come uno sociale; nei suoi scritti non riscontriamo nessun coinvolgimento o misericordia, che, al contrario, hanno da sempre contraddistinto gli altri scrittori. Ma comunque, i suoi scritti hanno finito per dare una denuncia implicita, che muove il lettore a porsi delle domande, a cui lo scrittore si è volutamente sottratto di rispondere.

## Letteratura degli anni ‘30
Gli anni compresi tra il 1930 e il 1945 saranno definiti come gli anni del ripensamento ideologico e del nuovo impegno politico e sociale, di cui il "Romanzo del Trenta" sarà il risultato finale.
In quegli anni varieranno molte cose: in letteratura, ad esempio, nasce il cosiddetto romanzo radicale e alcuni dei poeti brasiliani più significativi toccheranno la loro massima maturità espressiva.
Grazie alle loro capacità, entreranno in poesia nuove componenti di serietà e sofferenza.
Gli scrittori degli anni ‘30 prediligeranno la prosa, introspettiva e urbana da un lato e sociale e regionalista dall'altro. Questi scrittori riescono a scambiare un'espressione romantica dei primi naturalisti, una concezione oggettiva dell'effettiva realtà locale.
Come tutti gli stili di scrittura, anche questo esigeva i suoi scrittori e artisti per diventare vera e propria letteratura. Il più importante e rappresentativo è stato Gilberto Freyre (1900 - 1987), con il supporto del suo giornale "La provincia di Recife".
Grazie a Freyre, negli anni '30 e '40, il Nordest ritorna a essere uno dei cardini della dialettica intellettuale brasiliana.
Un altro autore di quegli anni fu João Guimarães Rosa (1908 - 1967), considerato da molti come il più grande scrittore brasiliano.
Pur avendo una nuova concezione della creazione letteraria, rimase sempre legato alla realtà del sertão, dove l'ambiente e il corso della vita, emergono spesso all'interno delle sue opere.
Il suo stile di scrittura si distacca molto da quello degli scrittori regionalisti che lo hanno preceduto, i quali avevano una direzione di scrittura di tipo sociologico-politico, volta alla denuncia sociale.
Nel campo della poesia, João Cabral de Melo Neto (1920 - 1999), fu la persona di maggior riferimento della "generazione del ‘45". Esaminò argomenti politici e sociali, cercando sempre di conciliare queste apprensioni etiche, con una ricerca di tipo stilistico.
Con la "trilogia del fiume", composta intorno agli anni '50, Melo Neto parla del Nordeste, della povertà e del popolo alla continua ricerca di una serenità, che la regione non sembra in grado di offrire.
Degli scritti che ne fanno parte, "Morte e Vida Severina" del 1966, è sicuramente il più importante. La grande popolarità e la grande diffusione di questo scritto è stata resa possibile grazie alla collaborazione musicale di Chico Buarque de Hollanda.

## Contemporaneità
Proprio Chico Buarque de Hollanda rappresenta una delle voci più significative della letteratura brasiliana contemporanea. Accanto a lui si possono citare nomi come Paloma Vidal, Bernardo Carvalho, Conceição Evaristo e Daniel Galera, solo per citarne alcuni.
La letteratura brasiliana contemporanea si differenzia per una grande molteplicità di prospettive, frutto del processo di democratizzazione a cui è andato incontro il paese e che ha permesso l’ingresso nel panorama letterario anche a soggettività fino ad allora da questi escluse. In particolare, a partire da Cidade de Deus di Paulo Lins, sono emersi sempre più scrittori e scrittrici provenienti dalle periferie delle grandi città, mettendone in luce gli aspetti più dimenticati e spesso violenti. Tra questi spicca Ferréz, capostipite del movimento da lui battezzato literatura marginal.